# Zdzisław Styczeń
Zdzisław Witold Styczeń (Przemyśl, 16 ottobre 1894 – Cracovia, 20 ottobre 1978) è stato un calciatore polacco, di ruolo centrocampista.

## Carriera

### Club
Ha giocato tutta la carriera nel campionato polacco.

### Nazionale
Con la Nazionale ha preso parte alle Olimpiadi del 1924.